# Joods Monument (Website)
Joods Monument (Jüdisches Denkmal) ist eine Website zur Dokumentation jüdischer Opfer des Holocaust in den Niederlanden. Initiator und Gründer war der niederländische Historiker Isaac Lipschits.

## Beschreibung
Die Website versteht sich als digitale Gedenkplattform für die aus den Niederlanden deportierten Juden. In einer interaktiven Datenbank werden Namen, Orte, soweit vorhanden auch Fotos, und Biografien von mehr als 100.000 (Stand: 2022) Einzelpersonen und Familien, die ums Leben kamen, zur Verfügung gestellt. Jede Person hat eine einzelne persönliche Seite. Darüber hinaus bietet die Website Informationen über das Leben der deutsch-jüdischen Emigrantengemeinde während des Zweiten Weltkriegs in den Niederlanden. Die Website ging im April 2005 zunächst unter dem Namen Digitaal Monument Joodse Gemeenschap in Nederland (Digitales Denkmal für die Jüdische Gemeinde in den Niederlanden) an den Start und heißt seit 2016 Joods Monument. Sie ist zweisprachig (niederländisch und englisch) und wird von Mitarbeitenden des Jüdischen Kulturviertels Amsterdam betreut.